# Ronney Pettersson
Ronney Pettersson (26 de abril de 1940 – 26 de setembro de 2022) foi um ex-futebolista sueco que atuava como goleiro.

## Carreira
Pettersson competiu na Copa do Mundo de 1970, sediada no México, na qual a seleção de seu país terminou na nona colocação dentre os 16 participantes.